# جک اوسترلک
جک اوسترلک (انگلیسی: Jack Oosterlaak; ۱۵ ژانویهٔ ۱۸۹۶ – ۵ ژوئن ۱۹۶۸) ورزشکار دو و میدانی اهل آفریقای جنوبی بود.